# 周詩 (萬曆丁未進士)
周詩（1575年—？），字伯谚，號龍侯，山東濟南府濱州霑化縣竈籍。

## 生平
萬曆二十二年（1594年）甲午科山東鄉試第十一名舉人，三十五年（1607年）丁未科會試第二百五名，廷试三甲二十八名进士，授直隶清苑县知县。三十八年降河南布政司都事，四十年升安塞知县，次年改为教授，四十三年起補顺天府學教授，四十四年升国子监助教，四十六年升南京户部云南司主事。天啓元年（1621年）升员外郎，升浙江司郎中，三年升九江府知府。六年八月升为河南按察司副使，抚民道。七年十二月，陞為山東布政司参政，霸州兵備道。崇禎二年十二月，清兵入京畿，霸州道周诗弃城而逃，被革职。

## 家族
曾祖周河。祖父周應元。父周继闵，壽官。母路氏。具庆下。弟周譢、周謐。